# JATO

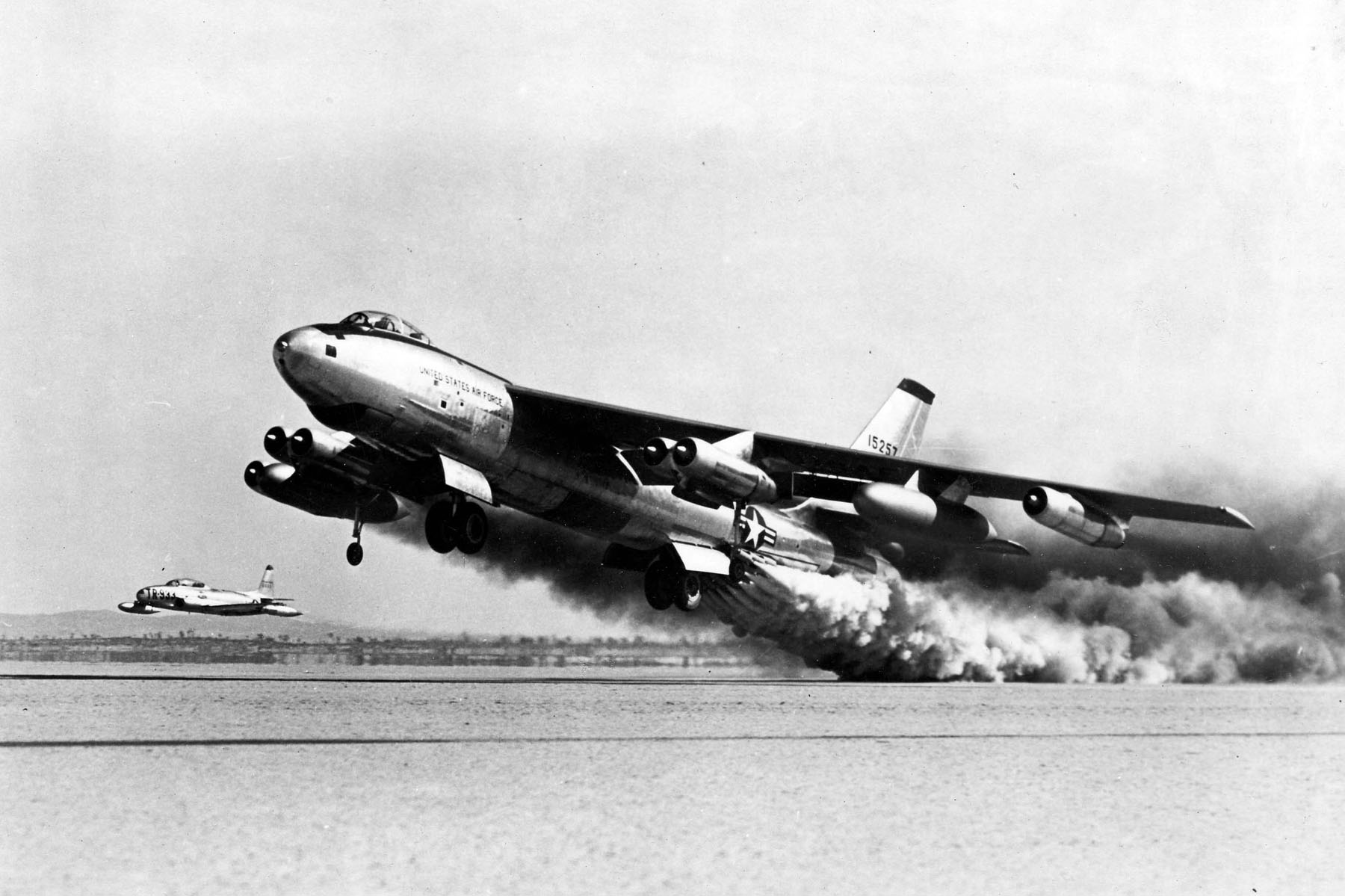
Um Boeing B-47 Stratojet decolando utilizando o sistema JATO ou RATO

JATO é uma sigla que significa Jet-Assisted Take Off. O termo também é referido comumente como RATO, uma expressão mais específica que significa Rocket-Assisted Take Off. Trata-se de um sistema de lançamento de aviões com empuxo auxiliar de foguetes.